# 보강병원

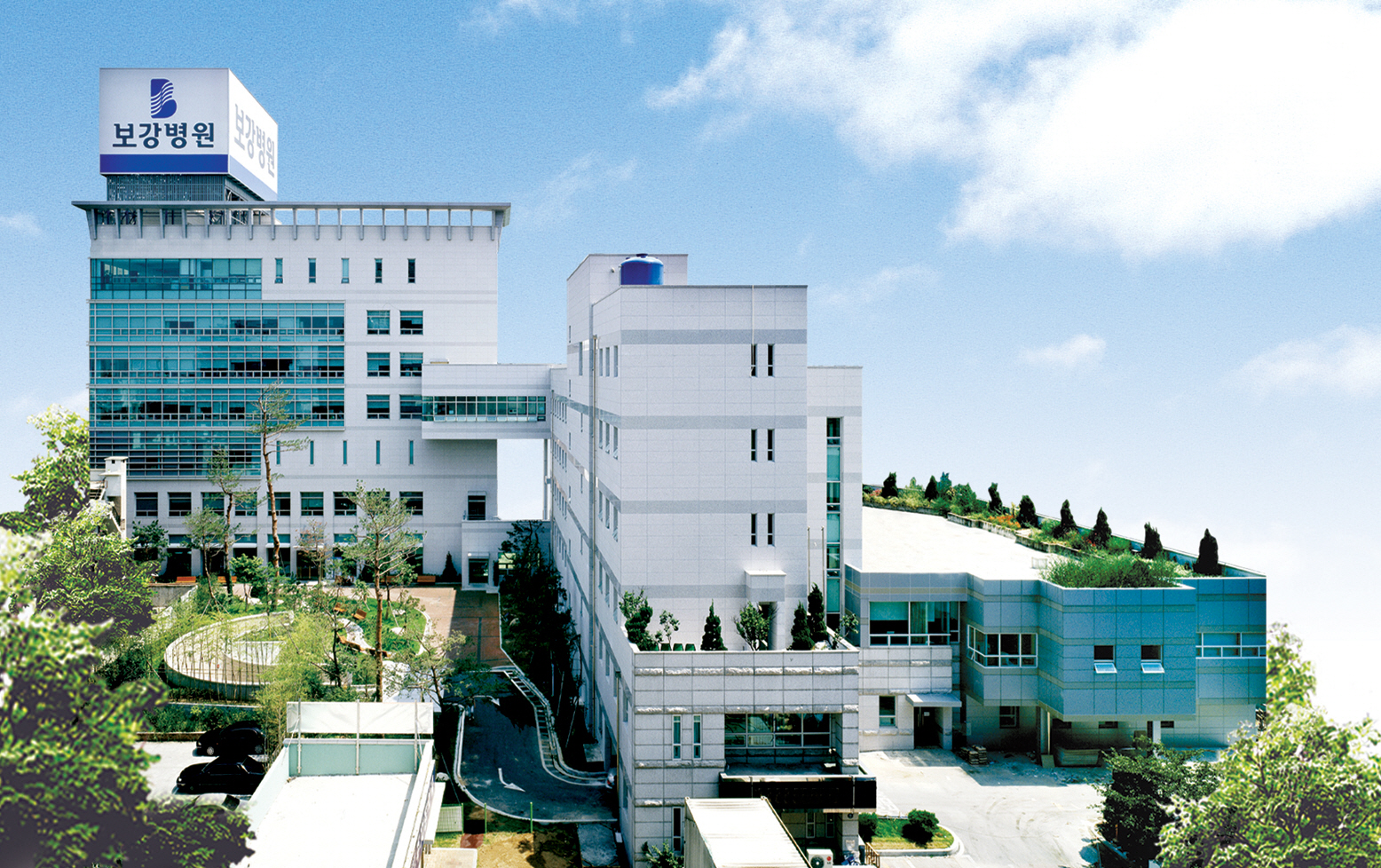

보강병원(普康病院, bogang haspital)은 대구광역시 달서구 월배로 102에 위치한 의료법인 병원이다.

## 연혁
1994년  4월 30일 보강병원(본리네거리) 개원
1996년  9월 21일 신축이전 착공식(대구광역시 달서구 진천동)
1997년 12월 10일 신축준공(지하 1층, 지상 6층)
1998년  1월  3일 신축병원 진료개시(신경외과, 정형외과, 내과, 마취과)
2000년  9월 23일 신관 및 주차장 확장 준공식
2001년  1월  2일 의료법인 서봉의료재단 설립
2007년  9월 29일 본관, 별관 증축기념식
(본관 : 지하 2층, 지상 8층, 별관 : 지하 1층, 지상 6층)
2014년 12월  2일 메디시티대구 친절우수병원 선정
2016년  6월  1일 간호간병 통합서비스 시행
2017년 12월  7일 대구시 마약류관리시상(최우수상)
2017년 12월 22일 건강보험심사평가원 감사패 수상
2018년  1월  1일 보건복지부 척추전문병원 지정
2018년  3월  5일 대구시 지방세 성실납세자 표창
2022년 10월 13일 국민건강보험공단 간호간병통합서비스 우수 운영기관 표창